# Lilly Hates Roses
Lilly Hates Roses – polski duet muzyczny wykonujący indie pop. Powstał w 2012 roku w Warszawie z inicjatywy Kamila „Clarka” Durskiego i Katarzyny „Lilly” Golomskiej. Debiutancki album formacji zatytułowany Something to Happen ukazał się 30 lipca 2013 roku nakładem wytwórni muzycznej Sony Music Entertainment Poland.
12 lutego 2021 r. zespół ogłosił na swojej stronie na portalu Facebook, że projekt Lily Hates Roses zostaje zakończony - od tego momentu duet zmienił nazwę na Atlvnta. W poście z 20 lutego 2021 r. jako powód tej decyzji Kasia i Kamil podali zmęczenie folkowo-rockową koncepcją zespołu i poczucie wyeksploatowania.

## Dyskografia
Albumy studyjne
| Tytuł               | Dane dot. albumu                                                   |
| ------------------- | ------------------------------------------------------------------ |
| Something to Happen | - Data: 30 lipca 2013 - Wydawca: Sony Music Entertainment Poland   |
| Mokotów             | - Data: 30 czerwca 2015 - Wydawca: Sony Music Entertainment Poland |

Notowane utwory
| Tytuł     | Rok  | Pozycja na liście | Pozycja na liście | Album   |
| Tytuł     | Rok  | LP3               | SLiP              | Album   |
| --------- | ---- | ----------------- | ----------------- | ------- |
| „Mokotów” | 2015 | 31                | 46                | Mokotów |

## Teledyski
| Tytuł     | Rok  | Reżyseria         | Album               | Źródło |
| --------- | ---- | ----------------- | ------------------- | ------ |
| „Youth”   | 2013 | Tomasz Soliński   | Something to Happen | [ 8 ]  |
| „Mokotów” | 2015 | Małgorzata Suwała | Mokotów             | [ 9 ]  |